# 陳正欣
陳正欣，BBS，MH，香港商人，亦歷任香港慈善團體保良局總理、副主席、主席，並從中涉足教育界及政界。

## 生平
陳正欣是鍾錶業商人，1990年代曾任香港鐘錶業總會主席。
曾擔任香港慈善團體保良局總理多年，2018年出任該會副主席，2022年出任該會主席。
2019年4月1日起，陳正欣獲香港政府委任出任衞奕信勳爵文物信託受託人委員會主席。

## 選舉經歷
在2021年9月，以保良局指定職位成為香港特别行政區選舉委員會教育界當然委員。
2022年11月，報名參選第十四屆全國人大代表港區代表。

## 馬主生涯
陳正欣、陳慕婷夫妻是香港賽馬會會員，名下馬以「盛甲」兩字起名，包括豐華盛甲、耀華盛甲、尚華盛甲、蓮華盛甲、盈華盛甲、悅華盛甲、榮耀盛甲。